# Vorderes Umbaltörl
Vorderes Umbaltörl är ett bergspass i Österrike.   Det ligger i distriktet Lienz och förbundslandet Tyrolen, i den centrala delen av landet, 300 km väster om huvudstaden Wien. Vorderes Umbaltörl ligger 2 928 meter över havet.
Terrängen runt Vorderes Umbaltörl är huvudsakligen bergig, men åt sydväst är den kuperad. Vorderes Umbaltörl ligger uppe på en höjd. Runt Vorderes Umbaltörl är det ganska glesbefolkat, med 26 invånare per kvadratkilometer.. Närmaste större samhälle är Krimml, 19,3 km norr om Vorderes Umbaltörl. 
Trakten runt Vorderes Umbaltörl består i huvudsak av gräsmarker.